# Lettera a Tito
La lettera a Tito è uno dei testi del Nuovo Testamento, attribuita a Paolo di Tarso e rivolta al suo discepolo Tito. 
Oggi la maggioranza degli studiosi ritiene comunque che questa lettera non sia opera diretta di Paolo, ma sia piuttosto riconducibile a una tradizione a lui successiva. 
Tito era un greco, compagno e collaboratore di Paolo (Galati 2,1-3, Seconda lettera ai Corinzi 8,23); forse fu battezzato dallo stesso Paolo, che perciò lo chiama figliolo verace secondo la fede comune (1,4). Dovette ben presto segnalarsi tra i cristiani più zelanti e aperti, se l'Apostolo lo portò, insieme a Barnaba, al Concilio di Gerusalemme (49÷50 d.C.), dove prevalse la linea di libertà dalla legge mosaica sostenuta da Paolo. 
Tito appare nella lettera come il responsabile della comunità cristiana di Creta. Non sappiamo con precisione quando Paolo abbia evangelizzato l'isola di Creta. In At 27,8-9 si parla di una sosta dell'apostolo a Creta per un tempo notevole, nell'occasione del suo viaggio a Roma dopo l'appello a Cesare; potrebbe darsi che già allora egli abbia predicato il Vangelo. Certamente, però, S. Paolo è stato a Creta anche un'altra volta, e precisamente quando vi lasciò Tito affinché completasse l'opera avviata: questo dovrebbe essere avvenuto dopo la liberazione dalla prima prigionia romana (64 d.C.). 
Stando al versetto 3,12, potrebbe esser stata scritta a Nicopoli d'Epiro; quasi sicuramente, in ogni caso, dalla Macedonia. A seconda dell'ipotesi adottata - opera diretta di Paolo o pseudoepigrafia - cambia sensibilmente la datazione della composizione. 
L'oggetto dell'epistola sono la sana dottrina e le buone opere che ne conseguono.

## Struttura della lettera
L'epistola può essere così sommariamente divisa:
- un indirizzo (1,1-1,4.); da notare come qui Paolo si definisca servo di Dio (è l'unica volta che Paolo si presenta in questi termini). Il termine è da interpretare secondo il linguaggio dell'Antico Testamento, che l'applica ai personaggi più ragguardevoli della storia della salvezza: Abramo, Mosè. Soprattutto, il Messia è il servo di Dio. Tale locuzione designa l'uomo interamente consacrato a Dio. 
- una prima parte (1,5-16.) che tratta delle qualità richieste ai sacri ministri (1,5-9.) e dei falsi dottori (1,10-16.);
- una seconda parte (2,1-3,11.) che contiene un richiamo ai doveri particolari delle varie categorie di persone (anziani, giovani, donne e schiavi) e ai doveri generali di tutti i cristiani (3,1-7.);
- una conclusione (3,12-15) con alcune raccomandazioni pratiche e saluti finali.

## Sintesi del contenuto
Nella lettera Paolo si rivolge a Tito, con cui aveva precedentemente collaborato a Corinto, per fornire indicazioni sull'organizzazione delle prime comunità cristiane e per esortarlo a portare avanti l'istruzione religiosa dei cristiani da poco convertiti. In particolare, l'apostolo si sofferma sui criteri per la scelta dei presbiteri, criteri peraltro già da Paolo indicati - … e per stabilire dei presbiteri in ogni città secondo le istruzioni da me ricevute (Tt 1,5.)- ; il presbitero deve essere irreprensibile, marito di una sola moglie, deve avere figli credenti che non siano accusati di vita dissoluta né che siano insubordinati. La solidità della vita precedente, dei legami familiari, la capacità di essere fedele ai rapporti liberamente scelti sono pertanto discriminanti nella scelta dei presbiteri. Segue un elenco di cinque vizi da evitare e sei virtù da seguire, disposte due a due. Il presbitero-vescovo non deve essere arrogante, né collerico, non dedito al vino, non violento, non avido di vile guadagno (un elenco simile anche in I Tm 3,3.); al contrario, sia ospitale, amante del bene, saggio, giusto, pio, padrone di sé, attaccato alla parola sicura secondo la dottrina, per essere capace sia di esortare nella sana dottrina, sia di confutare quelli che vi si oppongono (Tt 1,9). 
Il termine presbitero viene qui utilizzato come sinonimo di vescovo, come si evince dal confronto tra i versetti 1,5 e 1,7; si passa infatti, indifferentemente, dall'uno all'altro, a meno che non si voglia interpretare 1,7 nel senso che il vescovo debba esser scelto tra la categoria dei presbiteri, con funzioni di sorveglianza e di amministrazione della chiesa locale. In ogni caso, siamo ancora lontani da una chiara e precisa organizzazione gerarchica, quale la Chiesa adotterà solo nel II secolo d.C. L'episcopato monarchico, infatti, apparirà chiaramente con Sant'Ignazio di Antiochia; qui potremmo avere gli inizi di tale evoluzione centralizzata, sottolineata dal nome al singolare episcopo. 
Segue una riflessione sui falsi maestri - insubordinati, parolai ed ingannatori, soprattutto quelli che provengono dalla circoncisione (Tt 1,10.) - sulla necessità di controbattere le loro affermazioni e una descrizione dei doveri di diverse categorie di cristiani: anziani, giovani, donne, schiavi. 
In merito alle esortazioni alle donne contenute in questa lettera, notano gli esegeti del cattolico "Nuovo Grande Commentario Biblico" che "l'autore delle pastorali non voleva però che le donne insegnassero agli uomini o che insegnassero in un contesto cultuale (1Tm2,11-12.) [...] L'antica moralità sociale assumeva come atto dovuto la sottomissione delle mogli ai loro mariti". La lettera esorta, inoltre, gli schiavi a "esser sottomessi in tutto ai loro padroni; li accontentino e non li contraddicano, non rubino, ma dimostrino fedeltà assoluta, per fare onore in tutto alla dottrina di Dio, nostro salvatore".
L'autore propone quindi un brano dedicato all'incarnazione di Gesù come strumento di salvezza, nel quale si manifesta la misericordia di Dio e si realizza la vita eterna. In 2,13 abbiamo un'esplicita affermazione della divinità di Cristo, grande Dio e Salvatore nostro, come sta a provare l'unico articolo che in greco regge i due sostantivi; perciò tale verso fu molto usato dai Padri contro gli Ariani; per tale affermazione in Tt2,13, come osservano gli esegeti del cattolico "Nuovo Grande Commentario Biblico", "le pastorali considerano Cristo subordinato a Dio, tuttavia accordano a lui gli stessi titoli di Dio, in quanto manifestazione del passato ed epifania futura di Dio. Qui gli viene dato il vero e proprio nome di Dio".
In 3,10 compare, unica volta in tutto il Nuovo Testamento, il termine airetikòs (eretico), che farà tanta fortuna nella storia della teologia.
La lettera si conclude con un breve saluto e alcune notizie e raccomandazioni finali per Tito. 
Al pari delle lettere a Timoteo, emerge qui lo stretto rapporto che lega Paolo al destinatario della missiva, segnatamente Tito, definito - v. 1,4 - figliuolo verace secondo la fede comune. Tito appare legato di Paolo, chiamato a completare l'opera già avviata dall'apostolo, seguendo le direttive dallo stesso ricevute; la lettera insiste ripetutamente sull'attaccamento alla sana dottrina, da preservare e difendere contro gli errori dei falsi maestri. Anche qui, possiamo rilevare una chiara linea di trasmissione Paolo-Tito, seguendo la quale Tito è depositario e custode fedele dell'insegnamento apostolico.

## Dibattito sull'autenticità
Dalla fine del XVIII secolo si è soliti raggruppare questo scritto, insieme alle due lettere a Timoteo, nelle cosiddette lettere pastorali. Queste presentano diversità di stile e vocabolario rispetto alle altre opere paoline, per cui in ambito accademico è da tempo aperto un dibattito sulla loro autenticità. La maggioranza degli studiosi tende oggi ad attribuire questi scritti a una tradizione paolina successiva (pseudoepigrafia), mentre altri sono comunque propensi a considerarle opera diretta dell'apostolo.

### Riferimenti
1. ↑   Ga 2,1-3, su La Parola - La Sacra Bibbia in italiano in Internet.
2. ↑   2Co 8,23, su La Parola - La Sacra Bibbia in italiano in Internet.
3. ↑   Tt2,3-5, su laparola.net..
4. 1 2  Raymond E. Brown, Joseph A. Fitzmyer, Roland E. Murphy, Nuovo Grande Commentario Biblico, Queriniana, 2002, p. 1172, ISBN 88-399-0054-3.
5. ↑   Tt2,9-10, su laparola.net.. (Cfr: Raymond E. Brown, Joseph A. Fitzmyer, Roland E. Murphy, Nuovo Grande Commentario Biblico, Queriniana, 2002, p. 1177, ISBN 88-399-0054-3.).
6. ↑   Tt2,13, su La Parola - La Sacra Bibbia in italiano in Internet.